# Corpo Voluntário de Defesa

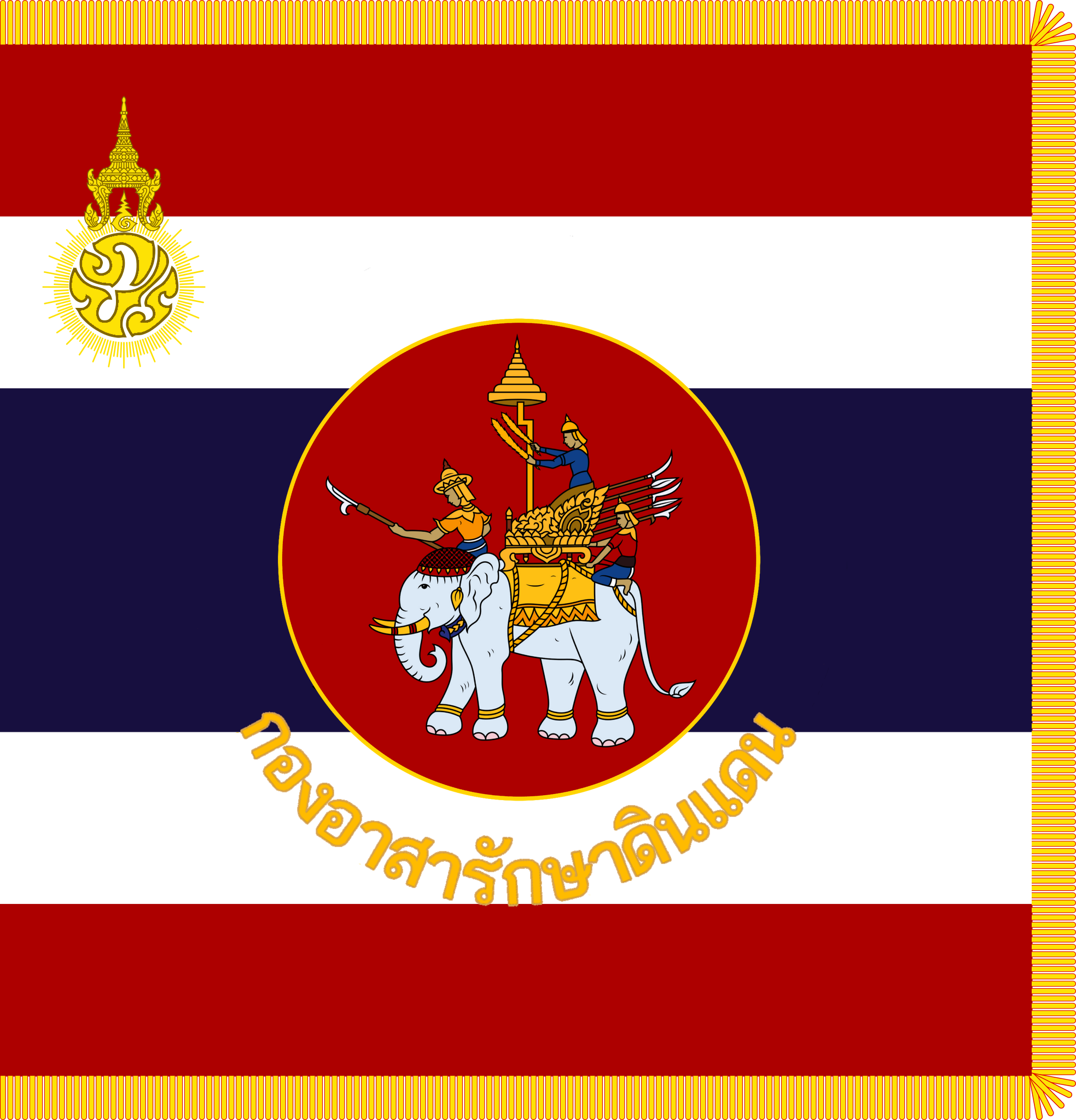
Bandeira do Corpo Voluntário de Defesa

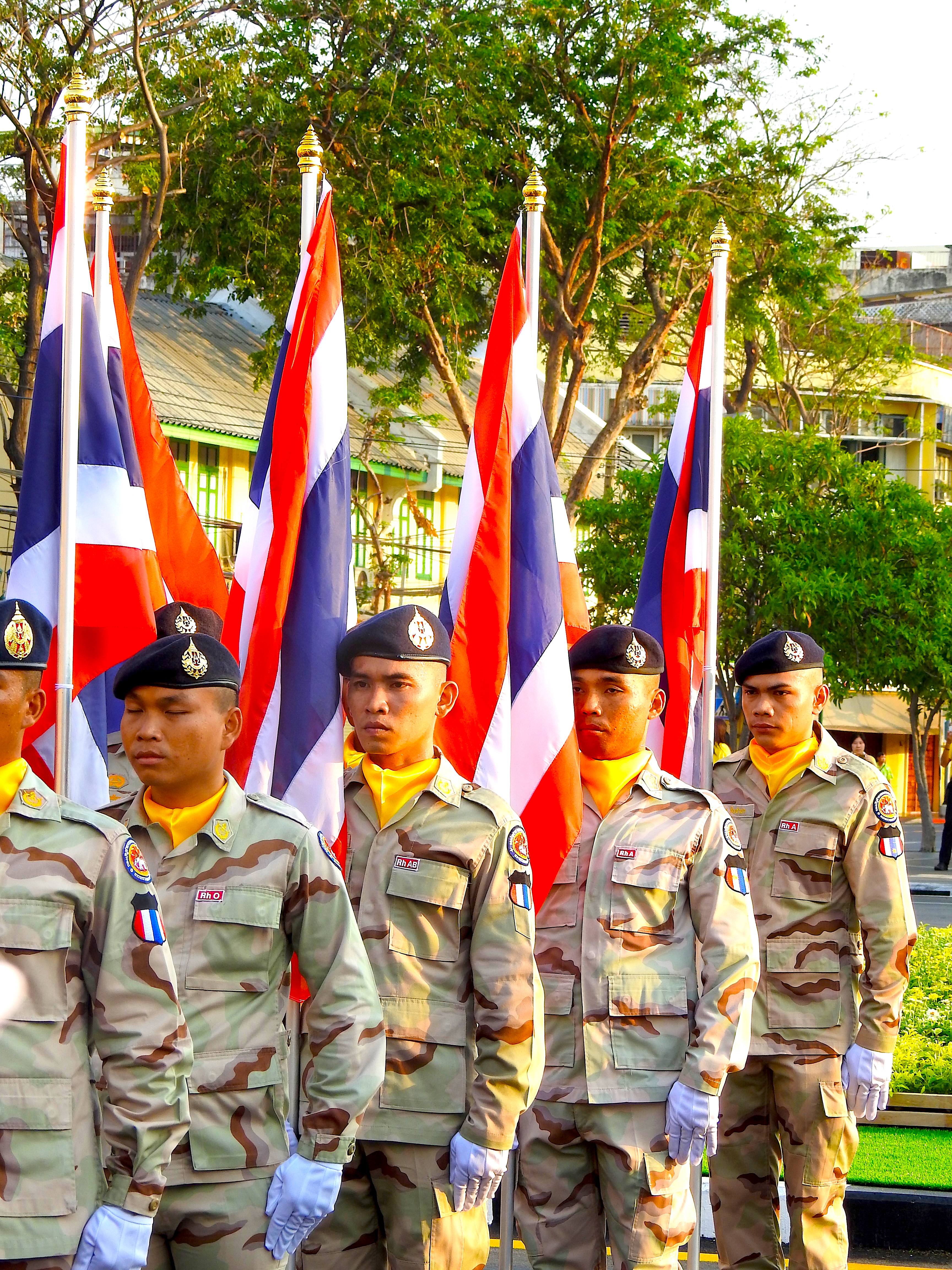
Uniforme do Corpo Voluntário de Defesa Tailandês

O Corpo Voluntário de Defesa (em tailandês: กองอาสารักษาดินแดน; em inglês:  Volunteer Defense Corps, abreviado VDC) é uma força paramilitar sob a autoridade do Departamento de Administração Provincial do Ministério do Interior  da Tailândia. Foi fundado em 1954 para fornecer apoio militar extra às Forças Armadas Reais Tailandesas e para proteger civis locais que vivem perto das fronteiras da Tailândia.

## História
O Corpo Voluntário de Defesa (coloquialmente chamado de Or Sor na Tailândia) foi formalmente estabelecido em 10 de fevereiro de 1954 pela Polícia de Patrulha de Fronteira Tailandesa em resposta a reclamações de civis de banditismo e assédio por organizações insurgentes e separatistas. Originalmente, o propósito do Corpo Voluntário de Defesa era proteger civis de insurgentes que haviam cruzado para as províncias fronteiriças tailandesas vindas dos vizinhos Camboja, Laos e Malásia. Seus membros foram treinados pela Polícia de Patrulha de Fronteira enviado para proteger civis e fazendas de extorsões e ataques de insurgentes.
Em 1974, o Corpo Voluntário de Defesa foi expandido pelo Comando de Operações de Segurança Interna (ISOC) para áreas urbanas para combater insurgentes comunistas. No final da década de 1980, sua força foi estimada em 33.000, abaixo do pico de cerca de 52.000 em 1980. Parte da diminuição dos números foi devido à formação do Thahan Phran, uma unidade paramilitar formada para combater insurgentes comunistas, que absorveu algumas unidades do Corpo Voluntário de Defesa.
Desde 2004, o Corpo Voluntário de Defesa tem desempenhado um papel importante na luta contra a insurgência no sul da Tailândia.